# Exposed (album Vince’a Neila)
Exposed - debiutancki album solowy Vince’a Neila, rockowego wokalisty amerykańskiej grupy Mötley Crüe.

## Lista utworów
1. „Look In Her Eyes”
2. „Sister of Pain”
3. „Can't Have Your Cake”
4. „Fine, Fine Wine”
5. „The Edge”
6. „Can't Change Me”
7. „Set Me Free”
8. „Living Is A Luxury”
9. „You’re Invited (But Your Friend Can't Come)”
10. „Gettin' Hard”
11. „Forever”